# Christiana Mariana von Ziegler

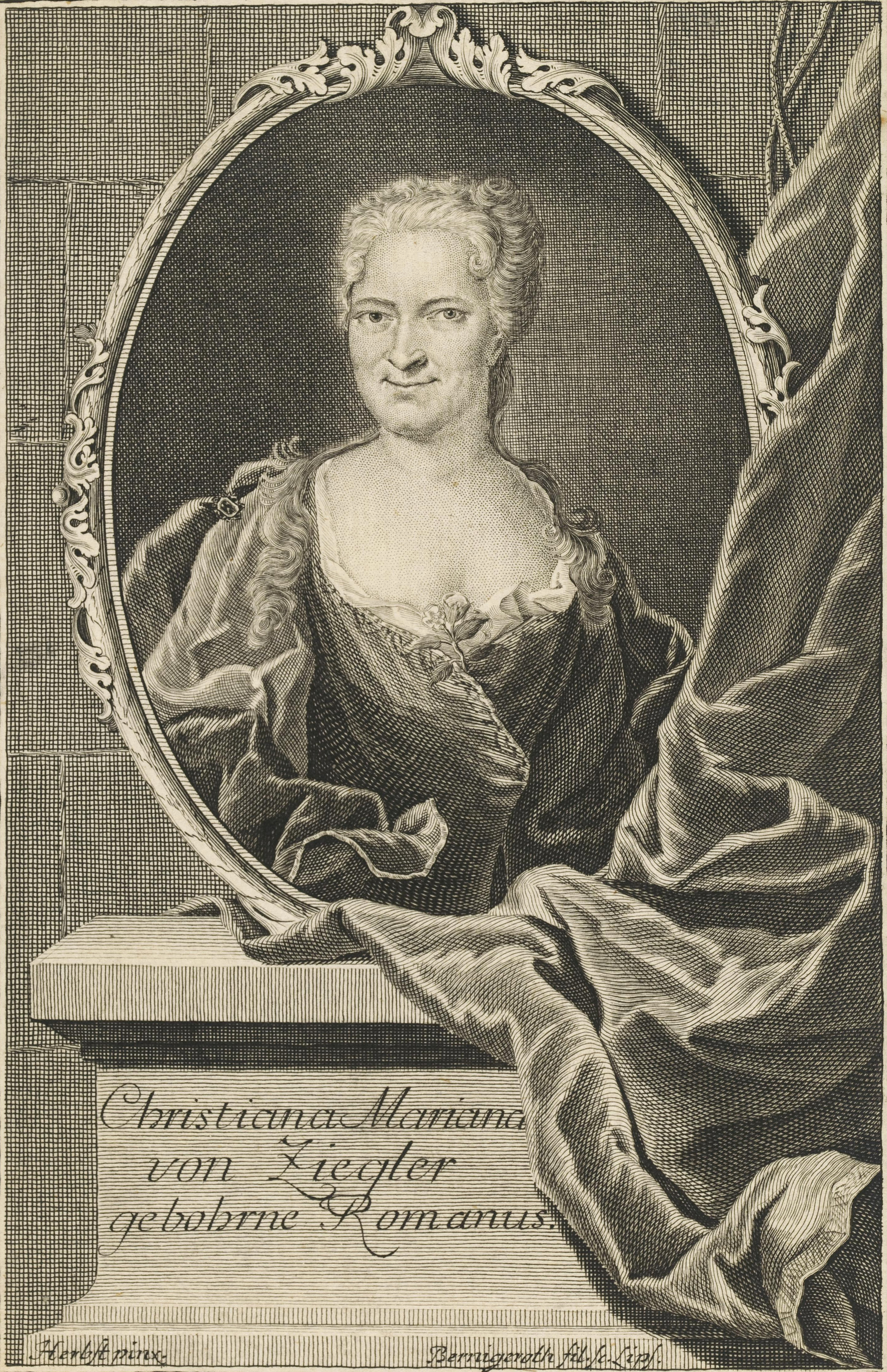
Christiana Mariana von Ziegler. Kupferstich von Martin Bernigeroth, 1728.

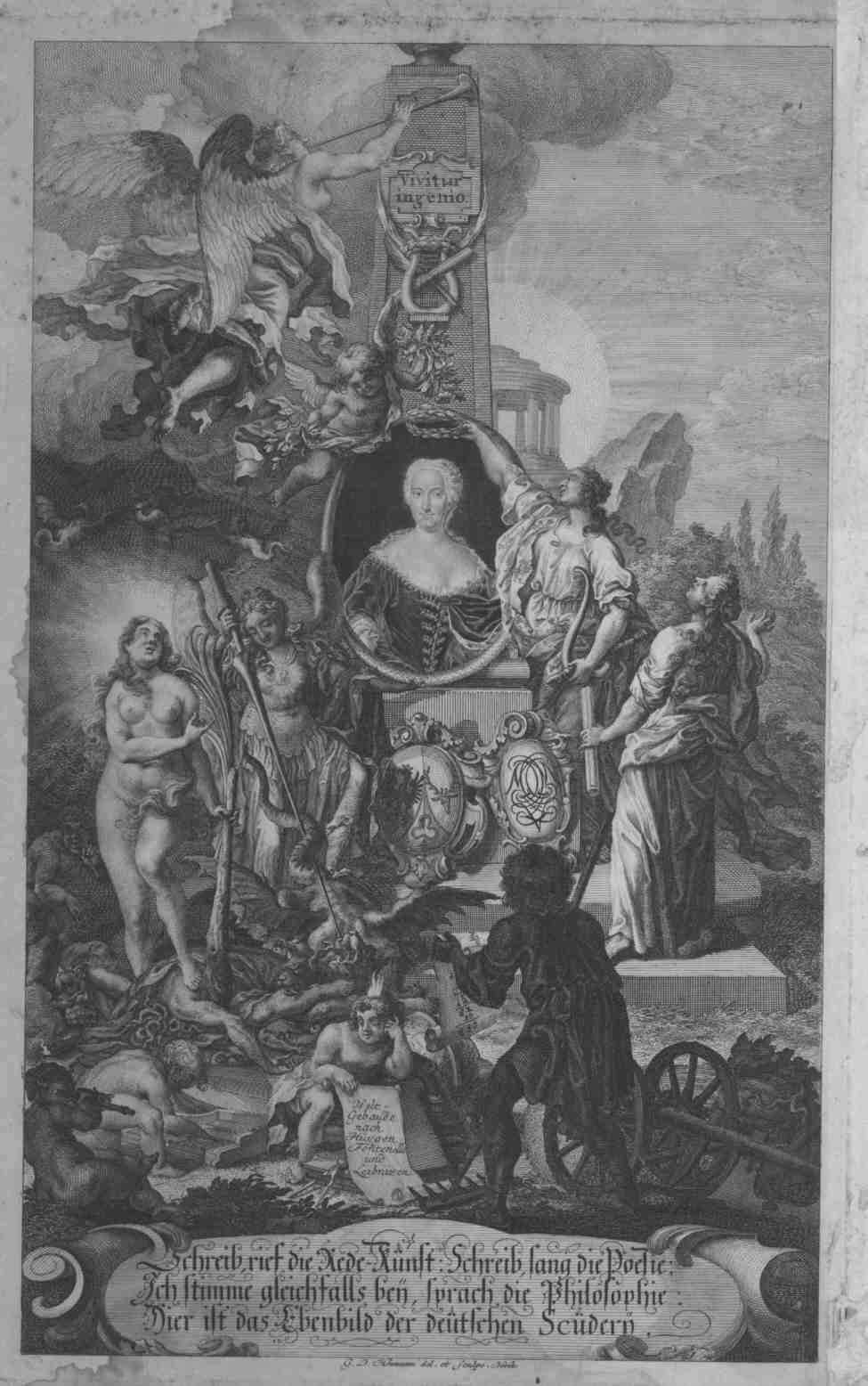
Christiana Mariana von Ziegler. Kupferstich von Georg Daniel Heumann.

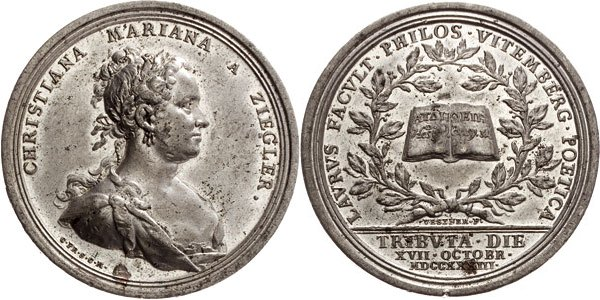
Medaille anlässlich ihrer Krönung zur „Poeta laureata“ von Andreas Vestner

Christiana Mariana von Ziegler, geborene Romanus (* 28. Juni 1695 in Leipzig; † 1. Mai 1760 in Frankfurt an der Oder), war eine deutsche Schriftstellerin zur Zeit der Aufklärung.

## Leben
Christiana Mariana Romanus war das erste von acht Kindern des Juristen Franz Conrad Romanus und seiner Frau Christiana Maria Romanus, geborene Brummer. Der Vater wurde 1701 Bürgermeister der Stadt Leipzig. Er war einer der Förderer Georg Philipp Telemanns, der zwischen 1701 und 1704 in Leipzig lebte. Die Verhaftung des Vaters wegen Geldunterschlagung und Wechselfälschung (was nie bewiesen oder geklärt wurde) prägte das damals elf Jahre alte Mädchen, auch wenn der gute Ruf der Familie unter der Inhaftierung des Vaters nicht verlorenging. Franz Conrad Romanus starb 1746 im Gefängnis, ohne dass ein offizielles Urteil gegen ihn gesprochen worden wäre. In dieser schweren Zeit starben sechs ihrer Geschwister.
Mit 16 Jahren, möglicherweise auch, um der schlechten finanziellen Situation der vaterlosen Familie zu entgehen, heiratete Christiana Mariana Romanus Heinrich Levin von Könitz. Dadurch stieg sie in den Stand des niederen Adels auf. Der Ehemann starb 1712 kurz nach der Geburt des gemeinsamen Kindes Johanna Mariana Henriette von Könitz. Sie heiratete 1715 erneut und zog mit ihrem zweiten Ehemann, dem Hauptmann George Friedrich von Ziegler, auf sein Gut Eckardtsleben in der Nähe von Erfurt. Die zweite Tochter Carolina Augusta Louisa von Ziegler wurde 1716 geboren. Um 1722 starben Georg Friedrich von Ziegler, kurz darauf auch die beiden Töchter, wohl aufgrund einer Seuche.
Zieglers literarische Produktivität begann bald nach diesen persönlichen Schicksalsschlägen. Sie kehrte nach Leipzig zurück zu ihrer Mutter ins Romanushaus. Dort erlaubten ihr ihre Vermögensverhältnisse jetzt ein selbstbestimmtes, unabhängiges Leben. Nach der Trauerzeit gründete sie in diesem Haus einen der ersten literarisch-musikalischen Salons in Deutschland, der „Begegnungsstätte von Bürgern, Gelehrten und Künstlern“ wurde. Für zwei prominente Leipziger Gäste u. a. wurde ihr Salon nach der Gründung wichtig: Für Johann Sebastian Bach, seit 1723 Thomaskantor in Leipzig, der bald darauf (1725) neun ihrer geistlichen Kantaten-Dichtungen vertonte und aufführte, und Johann Christoph Gottsched, der 1724 nach Leipzig kam und ein Jahr später die Moralische Wochenschrift Die vernünftigen Tadlerinnen gründete, in der von Ziegler unter den Pseudonymen Silere, de Rose und Clarimene von Lindenheim Artikel veröffentlichte. 1728 wurden die Kantatentexte zusammen mit weiteren Dichtungen in Leipzig veröffentlicht, ein zweiter Teil folgte 1729. 1730 wurde die Zieglerin das erste und einzige weibliche Mitglied in Gottscheds „Deutscher Gesellschaft“ in Leipzig. Zweimal, 1732 und 1734, erhielt sie dort den Preis der Poesie, der jährlich vergeben wurde. Am 17. Oktober 1733 erhielt sie von der Universität Wittenberg die kaiserlich privilegierte Dichterkrone einer „Poeta laureata“. Ihr letztes Werk erschien sechs Jahre später.
Im November 1741 heiratete Christiana Mariana von Ziegler den Professor der Geschichte, der Natur und des Völkerrechts Wolf Balthasar Adolf von Steinwehr, mit dem sie nach Frankfurt an der Oder zog. Literarisch trat sie danach mit Übersetzungen an die Öffentlichkeit. In Frankfurt an der Oder starb sie 1760 im Alter von 64 Jahren.

### Widerstände und Universitätsgericht
Schon Christiana Mariana Zieglers Aufnahme in die Deutsche Gesellschaft zog Widerstände nach sich. Ihre kaiserliche Dichterkrönung 1733 wurde kommentiert mit Schmähschriften und „bösartigen Parodien“ unter einigen Studenten der Universität Leipzig; die Krönung zur „Poeta laureata“ verursachte einen „Skandal“ mit nachfolgendem Prozess am Leipziger Universitätsgericht. Ein Spottvers:
„Poeten! werfft die Feder hin,/ Und lasst euch Stricke=Nadeln reichen,/ Denn eine tolle Dichterin/ Mißbraucht ietzt eurer Mannheit Zeichen.“

## Werke

### Neun Kantatentexte für Johann Sebastian Bach
Das Bach-Werke-Verzeichnis (BWV) von Wolfgang Schmieder, 1945–1950 geschrieben, enthält die folgenden Kantaten nach Texten Christiana Mariana von Zieglers. Alle wurden im Jahr 1725 in Leipzig von Johann Sebastian Bach aufgeführt. Da Bach 1723 nach Leipzig kam, könnte eine Zusammenarbeit mit ihm erst in den beiden Jahren nach Verlust ihres Mannes und ihrer Töchter (1722) entstanden sein.
- BWV 68, Also hat Gott die Welt geliebt
- BWV 74, Wer mich liebet, der wird mein Wort halten, II
- BWV 87, Bisher habt ihr nichts gebeten in meinem Namen
- BWV 103, Ihr werdet weinen und heulen
- BWV 108, Es ist euch gut, daß ich hingehe
- BWV 128, Auf Christi Himmelfahrt allein
- BWV 175, Er rufet seinen Schafen mit Namen
- BWV 176, Es ist ein trotzig und verzagt Ding
- BWV 183, Sie werden euch in den Bann tun, II.

### Weitere Werke
- Artikel in der Wochenschrift Die vernünftigen Tadlerinnen unter den Pseudonymen Silere, de Rose und Clarimene von Lindenheim (1725/26)
- Versuch in gebundener Schreib-Art. 1728, gewidmet dem Reichs-Grafen Ernst Christoph von Manteuffel, Kielpinski (online), darin die von Johann Sebastian Bach 1725 vertonten Texte.
- In Gebundener Schreib-Art: Anderer und letzter Theil. Braun, Leipzig 1729. (online)
- Moralische und vermischte Sendschreiben: an einige Ihrer vertrauten und guten Freunde gestellet. Braun, Leipzig 1731. (online)
- Vermischete Schriften in gebundener und ungebundener Rede. Universitets-Buchhandlung, Göttingen 1739. (online)
- Gedichte. Contumax, Berlin 2015, ISBN 978-3-8430-9791-8.(online)
- Gedichtvertonungen von Carl Philipp Emanuel Bach, Giovannini, Johann Friedrich Gräfe, Conrad Friedrich Hurlebusch.[8]

Übersetzungen
- Der Mad. Scudéry Scharfsinnige Unterredungen, von Dingen, Die zu einer wohlanständigen Aufführung gehören […] Leipzig 1735.
- Abhandlung von dem rechtschaffnen Wesen des Herrn Chevalier de Meré […] In: Der Deutschen Gesellschaft in Leipzig eigene Schriften und Übersetzungen […] Der dritte Theil. Leipzig 1739.
- Gedanken des Abtes Trublêt über verschiedene Sachen, welche zur Gelehrsamkeit und Sittenlehre gehören […] 2 Theile. Greifswald 1744.

Editionen
- Moralische und vermischte Sendschreiben. Ausgewählte Werke von Christiana Mariana von Ziegler, hg. von Astrid Dröse unter Mitarbeit von Marisa Irawan. Berlin/Zürich: Secession 2019, ISBN 978-3-906910-69-7

## Ehrungen
- 1730: Aufnahme als erste und einzige Frau in Gottscheds „Deutscher Gesellschaft“ in Leipzig.
- 1732 und 1734: „Preis der Poesie“
- 17. Oktober 1733: Kaiserlich privilegierte Dichterkrone einer „Poeta laureata“ von der Universität Wittenberg